# SAKIYA PLAYS HIS SONGS / piano instrumental "PIANISM"
『SAKIYA PLAYS HIS SONGS / piano instrumental"PIANISM"』（サキヤ・プレイズ・ヒズ・ソングス/ピアノ・インストゥルメンタル・“ピアニズム”）は、崎谷健次郎の通算3枚目のインストゥルメンタル・アルバム。2000年11月25日に発売された。

## 解説
- 崎谷自身の歌唱曲をピアノ編曲した本人演奏による初のピアノ・インストゥルメンタル・アルバムである。
- スタジオ文子にて収録され、ハカセスタジオにてマスタリングされた。
- CDケースはスライド式のプラスティックケースで、タイトルおよび収録曲は銀文字で直接印字されている。ブックレットは添付していない[2]。
- プロデュース、ピアノ演奏は、崎谷健次郎。
- マスタリング・エンジニアは、北城浩志。
- 監督は、村健次。

## 収録曲
1. もう一度夜を止めて
2. Because Of Love
3. 銀河の丘
4. Lovely Petrushuka
5. こわれものは君の涙
6. 水に眠る
7. Kissの花束

　　全7曲　作曲 / 編曲 ： 崎谷健次郎